# Teatro Ópera

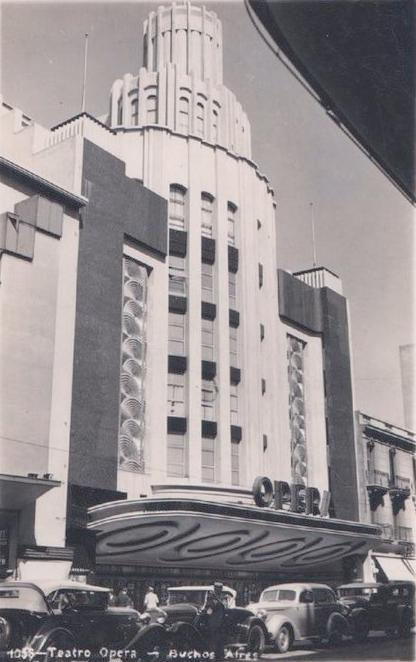
Le Teatro Ópera, vers 1940.

Le Teatro Ópera (officiellement appelé Ópera Allianz) est un grand théâtre de Buenos Aires situé au n° 860 de l'avenida Corrientes. De nombreux artistes internationaux s'y sont produits, tels que Ava Gardner ou Édith Piaf, ainsi que le Lido ou les Folies Bergère.
Avant la fin de la construction du théâtre Colón en 1908, c'est au Teatro Ópera que se donnaient les spectacles d'opéra.

## Histoire

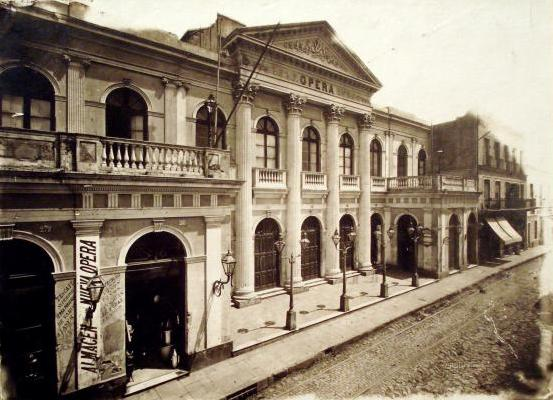
Le premier Teatro Ópera, construit en 1872.

L'origine du théâtre remonte à l'année 1870, lorsque l'homme d'affaires Antonio Pestalardo se rendit compte que Corrientes, qui n'était encore à l'époque qu'une rue étroite et éloignée du centre de Buenos Aires, pourrait être beaucoup plus animée si des théâtres s'y implantaient. 
Le Teatro Ópera est entré en service en 1872.
L'élargissement de l'avenida Corrientes a entraîné la destruction d'une grande partie du théâtre de 1872, aboutissant au bâtiment actuel, de style Art déco, construit en 1935 et d'une capacité de 2 500 places.

## Architecture

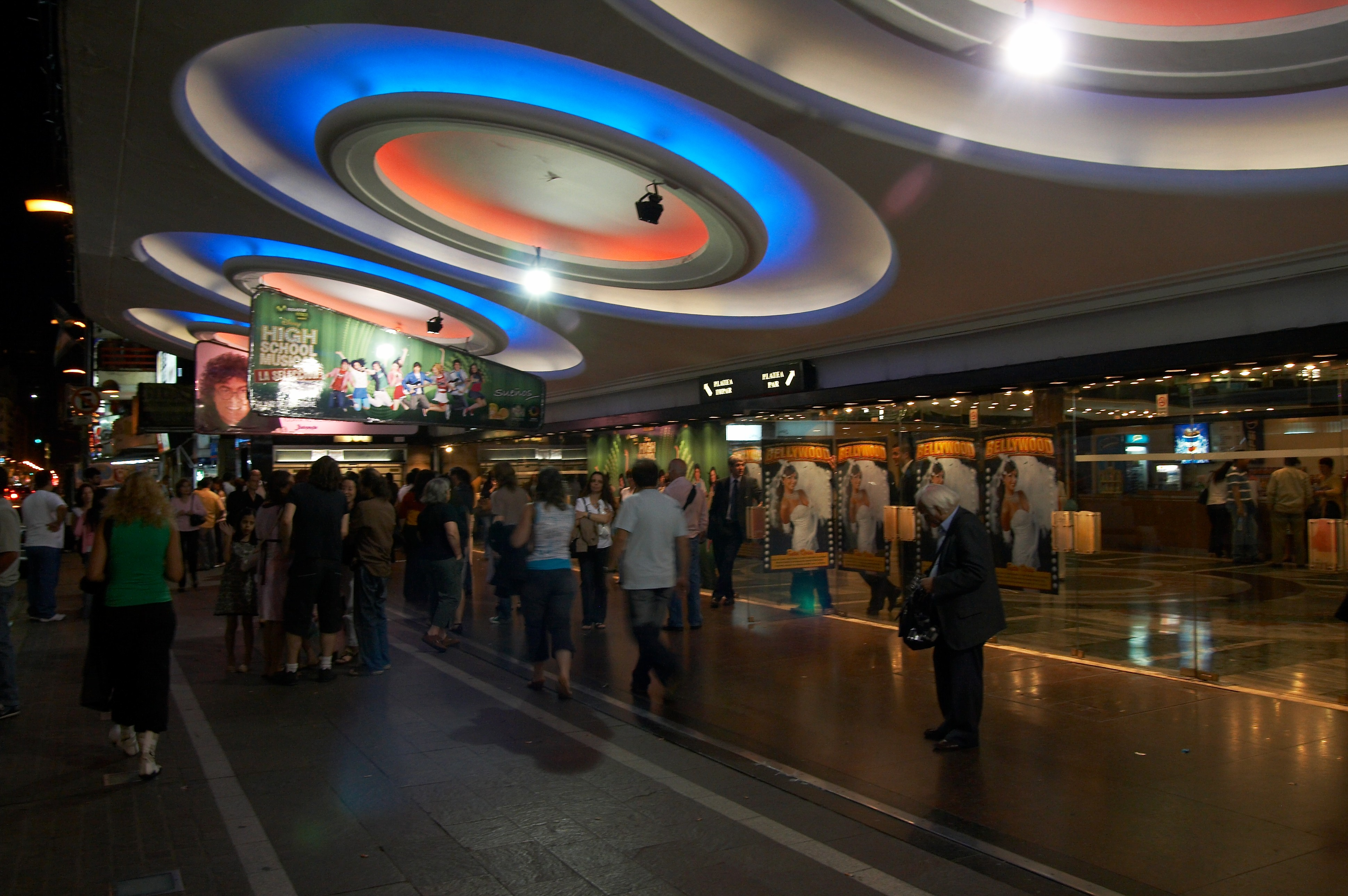
L'entrée du Teatro Ópera, vers 2007.

Desde su creacion, un importante factor de atraccion en los dias de canicula era su potente aire acondicionado. La paredes interiores representan un arquitectura urbana que da la impresion de encontrarse en un paisaje urbano prestigioso. El cielorasso  representa un cielo estrellado con estrellas titilantes del cual el realisme crea la ilusion de una representacion à l'aire libre. 